# クリントン郡 (オハイオ州)
クリントン郡（英: Clinton County）は、アメリカ合衆国オハイオ州の南西部に位置する郡である。2010年国勢調査での人口は42,040人であり、2000年の40,543人から3.7%増加した。郡庁所在地はウィルミントン市（人口12,520人）であり、同郡で人口最大の都市でもある。
クリントン郡はその全体でウィルミントン小都市圏を構成している。郡名はアメリカ合衆国副大統領を務めたジョージ・クリントンに因んで名付けられた。

## 歴史
クリントン郡は1810年2月19日に、ハイランド郡とウォーレン郡の一部を合わせて設立された。郡名は軍人かつ政治家でニューヨーク州知事、アメリカ合衆国副大統領を務めたジョージ・クリントンに因んで名付けられた。ゴードン・アラン・モリス、トマス・J・プリッティ、ディキシー・プリットルの編集した『ウィリアム・サビーンの子孫』に拠れば、クリントン郡で最初に生まれたヨーロッパ人子孫は、1812年頃出生の、ウォーレン・サビーン医師の娘メアリー・スチュアート・サビーンとなっている。

## 地理
アメリカ合衆国国勢調査局に拠れば、郡域全面積は412.29平方マイル (1,067.8 km2)であり、このうち陸地408.68平方マイル (1,058.5 km2)、水域は3.61平方マイル (9.3 km2)で水域率は0.88%である。
郡領域の全体がリトルマイアミ川の流域に入っているが、最東部のみはサイオト川の流域にある。地形的には漂礫土平原にあり、平坦であるかおだやかなうねりを伴っている。北側3分の2はウィスコンシン氷河時代に氷河に覆われていたが、南3分の1はさらに古いイリノイ氷河時代に氷河に覆われていた。そのような氷河作用の違いはモレーンやケイムといった地形の違いで識別できる。
郡の標高は1,050フィート (320 m) 近辺にあり、これと標高差が200フィート (60 m) になるような地域が幾つかある。
クリントン郡の気候は湿潤大陸性気候にある。オハイオ州南部では気温が冷涼で雨量が多い方の郡であるが、他の郡との違いは微少である。年間平均降水量は42インチ (1,100 mm) であり、これには降雪量30インチ (760 mm) が含まれる（雨量の1インチと積雪量の1インチは等しくない）。7月の日間最高気温は80°F (27 ℃) 代半ばから後半であるが、90°F (32 ℃) を越えることも希ではない。最低気温は60°F (16 ℃) 代である。1月の日間最高気温は30°F (-1 ℃) 代半ば、最低気温は10°F (-12 ℃) 代まで下がる。1桁あるいは0°F (-18 ℃) 以下になることもある。
州間高速道路71号線が郡北部3分の1の地域を北東から南西に走っている。この道路は州都コロンバス市とシンシナティ市を繋いでいる。クリントン郡はシンシナティ・ミドルタウン・ウィルミントン広域都市圏に含まれるが、真に都市的な活動は少ない。アメリカ国道68号線が郡内を通る南北の幹線、同22号線が東西の幹線になっている。他にも州道や地方道が郡内を通っている。

### 隣接する郡
- グリーン郡 - 北
- ファイエット郡 - 北東
- ハイランド郡 - 南東
- ブラウン郡 - 南
- クラーモント郡 - 南西
- ウォーレン郡 - 西

## 人口動態
以下は2000年国勢調査による人口統計データである。
| 基礎データ - 人口: 40,543人 - 世帯数: 15,416 世帯 - 家族数: 11,068 家族 - 人口密度: 38人/km2（99人/mi2） - 住居数: 16,577軒 - 住居密度: 16軒/km2（40軒/mi2） 人種別人口構成 - 白人: 95.99% - アフリカン・アメリカン: 2.19% - ネイティブ・アメリカン: 0.26% - アジア人: 0.38% - その他の人種: 0.20% - 混血: 0.97% - ヒスパニック・ラテン系: 0.66% 先祖による構成 - アメリカ人：29.3% - ドイツ系：22.2% - イギリス系：12.1% - アイルランド系：10.9% 年齢別人口構成 - 18歳未満: 26.4% - 18-24歳: 10.2% - 25-44歳: 29.1% - 45-64歳: 22.1% - 65歳以上: 12.2% - 年齢の中央値: 35歳 - 性比（女性100人あたり男性の人口） - 総人口: 96.1 - 18歳以上: 92.7 | 世帯と家族（対世帯数） - 18歳未満の子供がいる: 34.7% - 結婚・同居している夫婦: 57.4% - 未婚・離婚・死別女性が世帯主: 10.1% - 非家族世帯: 28.2% - 単身世帯: 23.7% - 65歳以上の老人1人暮らし: 9.9% - 平均構成人数 - 世帯: 2.56人 - 家族: 3.03人 収入と家計 - 収入の中央値 - 世帯: 40,467米ドル - 家族: 48,158米ドル - 性別 - 男性: 34,448米ドル - 女性: 23,846米ドル - 人口1人あたり収入: 18,462米ドル - 貧困線以下 - 対人口: 8.6% - 対家族数: 6.4% - 18歳未満: 9.9% - 65歳以上: 11.6% |

## 郡政府
クリントン郡庁舎は1915年にウィルミントン市メインストリート東53に建設された。
クリントン郡ウィルミントン公共図書館は、ウィルミントン市にある管理事務所と本館、およびクラークスビル村にある支所で郡内のサービスを行っている。2005年、17,000人の登録利用者に161,000件以上の貸し出しを行った。蔵書数は64,000冊以上、定期刊行物は90種以上ある。

## 郡区

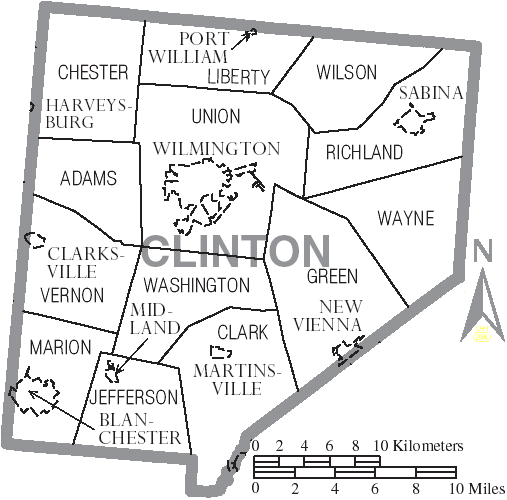
クリントン郡図

クリントン郡は下記13の郡区に分割されている。
| - アダムズ - チェスター - クラーク - グリーン - ジェファーソン | - リバティ - マリオン - リッチランド - ユニオン | - バーノン - ワシントン - ウェイン - ウィルソン |

### 都市
- ウィルミントン - 郡庁所在地

### 村
| - ブランチェスター - クラークスビル - リンチバーグ - マーティンズビル | - ミッドランド - ニュービエナ - ポート・ウィリアム - サビーナ |

### 未編入の町
| - ブルーミントン - バートンビル - キューバ - ファーマーズステーション - ガーニービル - ジョーンズボロ - リーズクリーク - ランバートン - マッケイズステーション - メルビン - メンフィス | - モリスビル - ニューアンティオック - ノースキングマン - オークランド - オグデン - パウダーリック - リーズビル - スライゴ - サウスキングマン - ワロップスバーグ - ウェストボロ |

### 廃村
- ニューバーリントン

## 教育
下記の教育学区が郡内の公共教育を管轄している。太字体は主に郡内にあるもの、斜字体は主に他の郡内にあるものである。
- ブランチェスター・ローカル教育学区、ブラウン、クラーモント、ウォーレン各郡にも入る
- クリントン・マッシー・ローカル教育学区、ウォーレン郡にも入る
- 東クリントン・ローカル教育学区、ファイエット、グリーン、ハイランド各郡にも入る
- フェアフィールド・ローカル教育学区、ハイランド郡にも入る
- ファイエットビル・ペリー・ローカル教育学区、ブラウン郡にも入る
- グリーンビュー・ローカル教育学区、グリーン郡にも入る
- リンチバーグ・クレイ・ローカル教育学区、ハイランド郡にも入る
- マイアミ・トレース・ローカル教育学区、ファイエット郡にも入る
- ウィルミントン市教育学区、グリーン郡にも入る
- ジーニア市教育学区、グリーン、ウォーレン各郡にも入る

## レクリエーション
郡内にはコーワン湖州立公園があり、各種アウトドア活動を楽しめる。郡の北西郡境はシーザークリーク湖となっており、シーザークリーク州立公園の一部である。ここもコーワン湖でも化石の収集が盛んである。ウィルミントン市にあるウィルミントン・カレッジはNCAAディビジョンⅢに入っており、行事には一般大衆も参加できる。郡内ではクリントン郡トウモロコシ祭が開催されている。
プロスポーツの世界ではシンシナティ市のチームを応援している。野球のシンシナティ・レッズやアメリカンフットボールのシンシナティ・ベンガルズが多くの郡民に支持されている。シンシナティ市は郡内のどこからも車で1時間以内で行くことができる。